# Alissonotum simile
Alissonotum simile är en skalbaggsart som beskrevs av Gilbert John Arrow 1910. Alissonotum simile ingår i släktet Alissonotum och familjen Dynastidae. Inga underarter finns listade i Catalogue of Life.